# Bolbonota bituberculata
Bolbonota bituberculata är en insektsart som beskrevs av Carl Stål. Bolbonota bituberculata ingår i släktet Bolbonota och familjen hornstritar. Inga underarter finns listade i Catalogue of Life.